# Corylopsis yunnanensis
Corylopsis yunnanensis är en trollhasselart som beskrevs av Friedrich Ludwig Diels. Corylopsis yunnanensis ingår i släktet Corylopsis och familjen trollhasselfamiljen. Inga underarter finns listade i Catalogue of Life.